# Beauty Is Pain
Beauty Is Pain är Rebecca & Fionas andra studioalbum, utgivet den 29 april 2014 på etiketten Universal.

## Låtlista
1. Saga
2. Candy Love
3. Holler
4. Stockholm
5. Jamie
6. Machine
7. Hit the Drum
8. Dreams
9. Letters
10. Clara
11. Burning Empire
12. All Eyes
13. Cold Heart (feat. Duvchi)
14. Heavy